# Pinterest
Pinterest（ピンタレスト）は、アメリカ合衆国カリフォルニア州サンフランシスコに本拠を置くPinterest, Inc.（ピンタレスト社）が運営・管理する写真共有サービス。アプリやウェブサイト方式によって提供され、ピンボード風の画面構成となっている。ユーザーはイベント・関心事・趣味などテーマ別の画像コレクションを作成・管理することができ、また他のユーザーが作成したピンボードを閲覧して自身のコレクションに加えたり、「好み」の写真として画像を「リピン」することもできるという特徴がある。
ピンタレスト社はもともとベン・シルバーマン、ポール・シャッラ、エバン・シャープらによってアイオワ州ウェストデモインでCold Brew Labs, Inc.として創設され、2012年4月に SEC S-1 registration filing（米国証券取引委員会でのS-1登録）によって社名をCold Brew Labs, Inc.からPinterest, Inc.へと変更した。
2025年5月30日、総務省はPinterestの運営に対し情報流通プラットフォーム対処法に基づく大規模特定電気通信役務提供者の指定を行った。

## 歴史

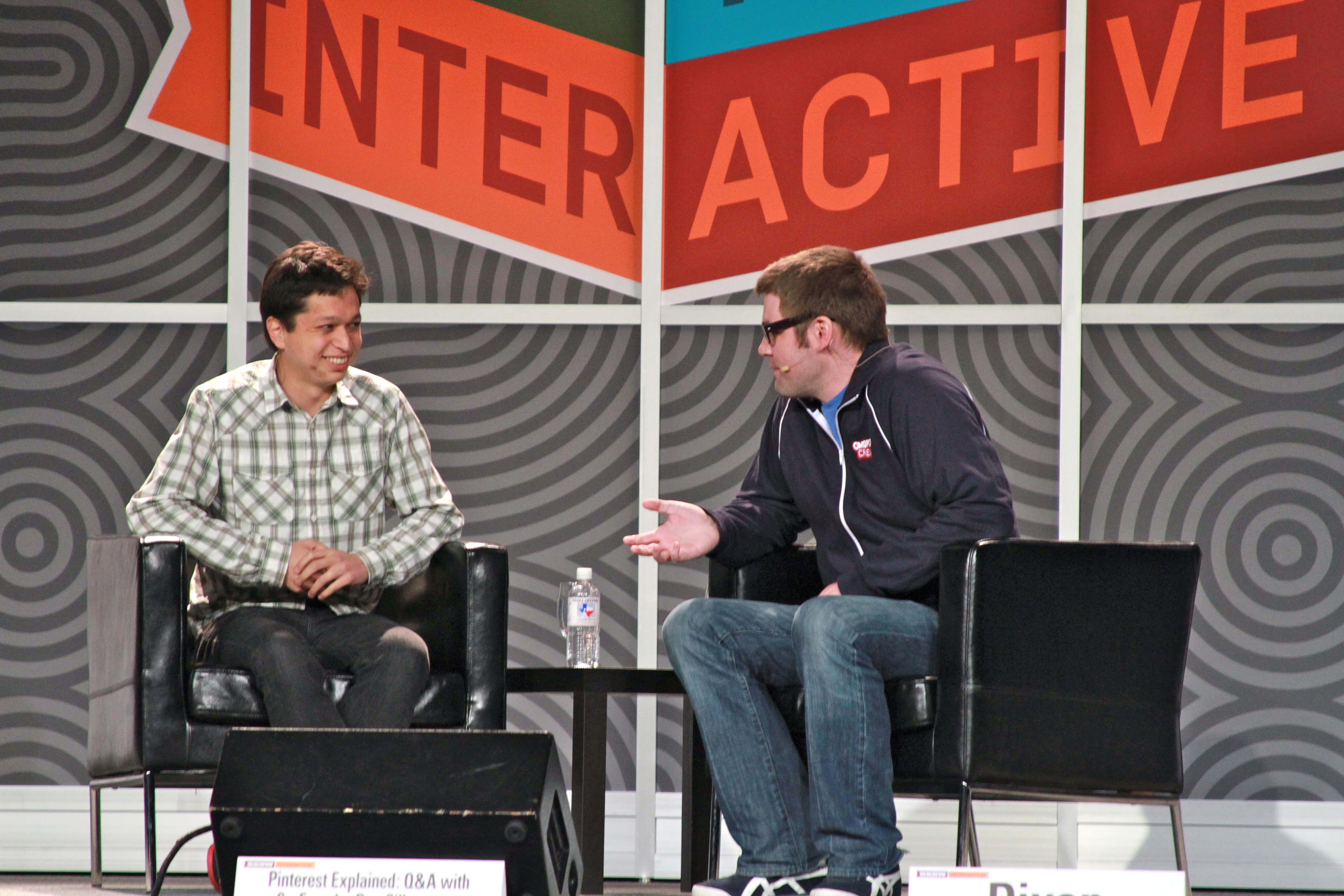
創設者のベン・シルバーマン（左）。2012年3月のサウス・バイ・サウスウエストインタラクティブカンファレンスにて。

黎明期のソーシャル・ネットワーキング・サービスと同様、デビッド・ガルブレイスによる2005年のプロジェクトであるWistsのような画像ブックマークシステムであり、ユーザーは自身の掲示板で画像の保存や分類を行うことが可能である。また他ユーザーの掲示板をフォローすることもできる。ポピュラーなカテゴリには旅行、車、映画、ユーモア、ホームデザイン、ファッション、アートがある。
（当時はまだCold Brew Labs, Inc.という名の会社であったが）2009年12月よりPinterestの開発を開始し、2010年3月にクローズドβとしてスタートし、次の段階として招待のみのオープンβとして運営した。
シルバーマンは個人的な行動としてサイトに登録した最初の5千人のユーザーに自身の電話番号をメールし、並行して数人のユーザーとのミーティングを行ったと述べている。
立ちあげから9ヶ月でユーザー数は1万人に上った。シルバーマンと数人のプログラマーは2011年夏まで小さなアパートでサイトを運営していた。
2010年初め、Pintarestの出資者らは、ニューヨークに本社を置く雑誌出版社に対してPinterest社を買わないかと提案し、シルバーマンらと会ってもらおうとした。だがその出版社はシルバーマンらと協議することを拒絶した。
2011年3月初めにiPhone用アプリケーションを公開したが、ダウンロード数は予想を越える数だった。その後iPad対応版も公開された。
同年8月16日、タイム誌は「50 Best Websites of 2011」の1つとしてPinterestを選出した。
9月にはiPhone以外の携帯電話ユーザーに対応したウェブサイトであるPinterest Mobileを立ち上げた。
12月、サイトは最も大規模な10のソーシャル・ネットワーキング・サービスの1つになり、ヒットワイズのデータによれば週あたりの総アクセス数は1100万に上るという。次月にはトラフィックがLinkedIn、YouTube、Google+を抜き、さらにTechCrunchによって2011年のベストニューベンチャーに選定された。主な出資者にはジャック・アブラハム、マイケル・バーチ、スコット・ベルスキー、ビライアン・コヘン、シャナ・フィッシャー、ロン・コンウェイ、ファーストマーク・キャピタル、ケビン・ハーツ、ジェレミー・ストッペルマン、ハンク・ヴィギル、フリッツ・ランマンがいる。
2012年1月、comScoreによると登録ユーザーは1170万人に上るとされ、1000万人を超えたサイトの中では最速のペースだとした。同年3月に開催されたサウス・バイ・サウスウエストインタラクティブカンファレンスにてシルバーマンは刷新したプロフィールページを開発しており近い時期に実装されるだろうと発表した。同月23日に利用規約を改正し、ユーザーのコンテンツを販売する権利を付与する条項を削除し、4月6日より施行された。エクスペリアンのヒットワイズによると2012年3月時点でアメリカ合衆国において最も大規模なソーシャル・ネットワークになったとされ、LinkedInやTaggedを抜いている。同年4月、共同創設者だったポール・シャッラが退職し、アンドリーセン・ホロウィッツにて客員起業制度を活用したコンサルティング職で働くことになった。
5月17日、楽天がアンドリーセン・ホロウィッツやベッセマー・ベンチャーパートナーズ、ファーストマーク・キャピタルと共にPinterestによる15億ドルの評価を元にした1億ドルの増資を主導することを発表した。8月10日、Pinterestの登録に招待が不要となり、14日にはAndroidとiPadに対応したアプリケーションが公開された。AndroidアプリケーションはAndroidスマートフォンやタブレットのコスト、スピード、サイズ全てを考慮したカスタマーデザインで、iPadアプリケーションは「未だにもっと良いPintertestのエクスペリエンス」と評された。
9月20日、新たな技術者としてAmazonからジョン・ジェンキンスを迎え入れた。ジェンキンスはAmazonで8年間技術を牽引し、ツール開発、プラットフォーム解析、ウェブサイトプラットフォームの責任者として務めていた。10月、新たな機能としてユーザーが攻撃的もしくは不審な行動を取るユーザーに自身のコンテンツを見せたくない場合にそのユーザーをブロックし他のユーザーに報告できるようにした。Pinterestは平和的かつ敬意を払ったユーザーのコミュニティを守るためとしている。また同月、ビジネスアカウントをスタートし、新規登録か既存のパーソナルアカウントからビジネスアカウントに変更できるようにした。
2017年3月、Twitterの共同創業者ビズ・ストーンが率いるQ&AサービスのJellyを株式交換で買収すると発表。2017年4月、2017年の売上高が前年の3億ドルを67%上回る5億ドルを越えることが報じられた。2017年9月、月間アクティブユーザーが2億人を超えたと発表。2019年3月、ニューヨーク証券取引所へ上場を米証券取引委員会へ申請。4月18日にPinterest, Inc.（NYSE: PINS）として上場企業となった。2019年8月、月間アクティブユーザーが3億人を超えたと発表。2020年7月、月間アクティブユーザが4億人を超えたと発表。

## 仕様
ユーザーはピンボードと呼ばれるコレクションを通してピンと呼ばれる画像や他のメディアコンテント（ビデオなど）のアップロード、保存、ソートを管理でき、一般的にピンを使って簡単に整理、カテゴライズや他のユーザーを見つけることをコンセプトにしている。パーソナライズされたメディアプラットフォームとして自身のコンテンツだけでなく誰かがアップロードしたピンをメインページで閲覧することが出来る。また、「Pin It」ボタンを使うことで自身の掲示板の1つでお気に入りのピンを保存することも出来る。コンテンツはPinterestの外で探すこともでき「Pin It」ボタンを通して掲示板にアップロードしたコンテンツもウェブブラウザのブックマークバーや ウェブマスターによる直接ウェブサイトでの実装でダウンロードできる。
アカウント作成にはいくつかの方法があり、既に登録している友だちから招待されるか、Pinterestのウェブサイトに直接招待状をリクエストするかがあり、招待状を受け取るためには幾らかの時間がかかる。またFacebookやTwitterプロフィールページにPinterestをリンクすることでアカウントの作成とアクセスができる。ユーザーが自身の掲示板に画像に再投稿や「リピン」した場合、任意で自身のFacebookやTwitterフォロワーに通知される。この機能は設定ページで設定できる。PinterestのログをFacebook経由にした場合現在Facebookのタイムラインフォーマットを使用しなければならない。
メインのPinterestページに「ピンフォード」では登場しており、ユーザーのフォローであるPinterestの掲示板の時系列的活動が表示される。新しい掲示板や関連するピンを閲覧する時に、ユーザーが過去に保存したピンに基づき同じようなコンテンツであるお薦めの掲示板を示す「テイストメーカー」ページにアクセスすることが出来る。ゲストとPinterestユーザー向けに現在ではビデオ、人気、ギフトの4つのメインセクションがあり、これらのサブカテゴリは仲間のユーザーが持つ興味へ繋がり共有するのに役立つ組織化された閲覧システムを提供している。
「pin it」ボタンを含むPinterestへのクイックリンクはウェブブラウザのブックマークバーに追加することができ、「Follow me」や「Pin it」といったボタンも個人サイトやブログに追加できる。またApp Storeを通じてiPhone対応アプリケーションを無料で入手できる。
ユーザーがPinterestを使用するときには特定の規約や機能を知る必要がある。ユーザーのピンが配置されている場所を「掲示板」といい、数種類の高小目で区別したいくつかの掲示板を持つことが出来る。ピンとはウェブサイト上でアップロードもしくはリンクした画像のことをいう。一度ユーザーが掲示板やピンを追加すると他のユーザーはこの時点で「リピン」というユーザーの画像1枚を同様に自身の掲示板にピンする機能を使用することができる。また一度ユーザーがアカウントと掲示板を作成すると閲覧やコメント他のピンに「いいね!」の意思を示すことが出来る。もしユーザーがオンラインの画像をピンしたい場合は単純ないくつかのステップがあり、最初にピンしたい画像を選択、Pinterest上の「Add +」ボタンを押し、画像のURLをリンクボックスにコピーアンドペーストし、指定された掲示板にピンして置く画像を選択する。ユーザーはまたピンについて説明を書いたりTwitterやFacebookを通じて共有することも出来る。他のユーザーが掲示板のピンされた画像や過去に画像をピンしたユーザーのか、当初のピンはどこからのものなのか、画像に「いいね!」の意思を示したりコメントしたりリピンしたユーザーを見るためにピンをクリックすることができる。
このウェブサイトは特に女性の間で人気が高い。最もポピュラーなカテゴリは飲食、DIYなどの工作、女性によるアピールである。教師が授業を計画するために掲示板を使用することもでき、後日紹介するサイトをピンすることも出来る。学生生徒はプロジェクトでピンやソースの整理、協働作業を行うことが出来る。
2012年アメリカ合衆国大統領選挙の運動期間ではアン・ロムニーは3月、ファーストレディーのミシェル・オバマが6月と両候補の妻がそれぞれアカウントを作成した。

### ビジネスページ
Pinterestではユーザーのビジネスをインターネット上で宣伝するためのページを作成することも出来る。そのようなページで提供できるサービスに仮想店舗がある。ファッションウェブサイトの例ではFacebookから来たユーザーが85ドルしか使ってないのに対してPinterestから訪れたユーザーは180ドルも使っている。これらのユーザーが企業のウェブサイトにあまり時間を費やさず、代わりとして企業の掲示板を閲覧することを選んでいる。ブランドのさらなる研究でPinterestでの公開を続けることは他のソーシャルメディアと比べて販売を駆り立てるのにより効果的という結果も出ている。

## ユーザー

### 傾向
世界中で女性に最も人気であり2012年の調査では世界中のユーザーの83%が女性だった。しかしイギリスでは2012年3月時点では56%が男性で、年齢層も通常35歳から44歳のアメリカ合衆国と比べて約10歳若い。年齢分布の観点からPinterestのユーザー層はアメリカ合衆国のインターネットユーザー層に非常に酷似している。

### ユーザーの伸び
2012年1月、comScoreはアメリカ合衆国での登録ユーザー数が1170万に上り、1100万人を突破したサイトでは最速の伸びであると発表した。また3月には登録ユーザーの移動平均の伸びは1月中旬から2月中旬にかけて85%で2月中旬から3月中旬にかけては17%の伸びだった。

## ビジネス
2009年12月に共同創設者のポール・シャッラ、エバン・シャープ、ベン・シルバーマンによって概念化され、初代のプロトタイプは2010年3月にスタートしたが、大学や家族による小規模集団のみが利用できるものだった。3年前の創業以来、ファーストマーク・キャピタル、ジャック・アブラハム（ミロ）、マイケル・バーチ（ベボ）、スコット・ベルスキー（ベハンス）、シャナ・フィッシャー（ハイライン・ベンチャーパートナーズ）、ロン・コンウェイ（SVエンジェル）、ケビン・ハーツ（エバーブライト）、ジェレミー・ストッペルマン（イェルプ）、ハンク・ヴィギル、フリッツ・ランマン、ブライアン・コヘンといった成功した投資家やインベンターによる資金援助によって資金が十分あるサイトとして発展していった。
2011年初期、ベッセマー・ベンチャーパートナーズのジェレミー・レビンとサラ・タベルによる主導によるシリーズA投資により1000万ドルの増資を、同年10月にはケビン・ハーツとジェレミー・ストッペルマンによる紹介で2億ドルの企業価値があるアンドリーセン・ホロウィッツより2700万ドルの増資を行った。
小売会社は宣伝とトレンドスタイル目的でPinterestを利用している。ウェブデザインも製品を容易に顧客のコンテキストで見えるように出来る「スタイルを意識した販売」 のための理想的なレイアウトを提供している。Gap、Chobani、Nordstrom、West ElmもPinterestを企業に対する同じような興味をもつユーザーのリンクするためにインターネット上で紹介するためのツールをして活用している。特にGapは「Denim Icons」や「Everybody in Gap」といったテーマ化した掲示板を採用していることから明らかにPinterestの活用で最大のイニシアチブを採っている。
Baynoteの創設者であるスコット・ブレイブはPinterestをアフィニティデータという実質的な需要と収入の可能性を保持しているリソースを収集するのに理想的な環境と見なしている。このデータを「消費者の行動と製品・コンテンツの間にある価値ある関係を明らかにする」ために市場分析として収集し売却することにしている。
2012年3月時点でPinterestの価値は15億ドルに上るという。日本法人「ピンタレスト・ジャパン株式会社」は、東京（目黒区青葉台）にオフィスを持つ。

### 著作権のあるコンテンツの扱いを巡る問題
Pinterestには著作権者がコンテンツをサイトから削除させることの出来る通知システムがある。デジタルミレニアム著作権法(DCMA)におけるPinterestの安全港規定ではインターネット上の画像を永続的に使用するためにユーザーがPinterestにコピーすることを積極的に促進する是非が投げかけられている。Pinterestのユーザーは安全港規定を主張することができず、著作権のある素材をピンすることに対する可能な法的措置に晒されている。
2012年2月20日にウェブサイトで画像のピニングを阻止できる「nopin」というHTMLのメタタグを公開した。同月24日にはFlickrも写真のピニングを阻止できるコードを実装した。
同年3月にPinterestは声明でDMCAの安全港規定条項で保護されることを信じていると述べた。この時点で著作権に関して訴えられた例は無い。
同年5月始め、Flickr、Behance、YouTube、Vimeo由来画像の作者の帰属が自動的に追加されるようになった。自動帰属付けはまたFlickrのミラーコンテンツサイトからのピンにも追加された。同時期、Flickrも画像の共有をオプトアウトしていないユーザーへのオプションメニューを共有するためのピンショートカットを追加した。

## 著作権を巡る問題

### 利用規約
利用規約を巡る批判と規約の修正
サイエンティフィック・アメリカンはユーザーコンテンツにおけるPinterestの自主所有権に関して「利用規約に、ユーザーがピンしたものがPinterest自身に常に完全かつ永久に帰属すると単刀直入に書かれていることが多くの批判を集めている」という記事を出した。
以下、Pinterestの利用規約:
「利用者がサイト、アプリケーション、サービスでコンテンツを作ることに関して、サイト、アプリケーション、サービスのみで活用されているユーザーコンテンツである限り、ユーザーはこの時点で全世界向け、永久で、非排他的、転送可能で、ロイヤリティフリーライセンスなコンテンツとして、活用、コピー、改変、修正、配布、ライセンス付与、販売、転送、一般公開、パブリシティパフォーム、トランスミット、放送、アクセス、閲覧が可能な形でCold Brew Labsに寄付することになる」
コンテンツが販売されているという事実に対し別の「サイエンティフィック・アメリカン」ブロガーは「さらに問題なのは同じ段落では『Cold Brew Labsはユーザーコンテンツを所有する権利は無い』と明記されている。これはどういうことなのだろうか? Pinterestはコンテンツの所有権を主張するのかしないのかどっちなのか? あととにかく販売する計画はあるのか?」と述べている。
2012年、Pinterestは規約の改正を発表し、所有権を主張する項目を削除し、4月より施行した。また企業のブログで「ユーザーコンテンツの販売は決して意図していない」と述べた。

### 当サービスによる著作権侵害に対する権利者側からの活動
2012年2月、写真家で弁護士のクリスティン・コワルスキーは自身のブログで著作権法の解釈を元に著作権侵害をしているピン全てを削除させる方法を説明、Piretestの法的地位以上の精査で構成されたポストとなり、ウイルスの如く広まり創設者のシルバーマンにまで達した。シルバーマンはコワルスキーにウェブサイトがより法的遵守を推進するための対話を行うために接触を図った。
iStockのようなサイトにおけるコンテンツ製作者は自身の著作物がPinterestによって許可なしに再利用されようとしている事に懸念を示しており、
ゲッティイメージズもPinterestの著作権問題を知り、彼らと協議中だとしている。
Pinterestは2012年2月に著作権を侵害するようなピンを阻止するメタタグを公開した。

## 受賞
2012年のウェビー賞ではbest social media appとpeople's voice award for best functioning visual designを受賞した。

## サードパーティの開発者とコンテンツ
多くのサードパーティ開発者がPinterestに対応したウェブアプリケーション、ブラウザ拡張機能、ポッドキャストを開発している。これらの製品はPinterestのサイトにある画像に対し解析から引き伸ばしまで扱われている。

## 技術
Djangoというpythonのウェブフレームワークが使用されている。

## 詐欺への悪用
2012年3月、セキュリティ会社のシマンテックは引っかかる可能性の高い無料商品のアンケートをばら撒いている詐欺師によるPinterestユーザーのソーシャル・エンジニアリングに対する警告を発した。詐欺に使われている画像は多数の場合スターバックスのような著名企業を騙りギフトカードで釣ることでアンケートに答えさせるもので、説明の中にあるリンクを一度クリックすると、外部サイトにアクセスすると同時に詐欺に使われている画像をリピンすることになり、被害者は個人情報を抜かれる上約束された無料商品が贈られずじまいになる。
他の手口として公式Google Playアプリケーションが無い事に乗じて、広告を押し付けたりダウンロードした人の行動を監視する公式を装った低クオリティなPinterestアプリケーションが公開されたこともあった。現在Androidに対応した公式Pinterestアプリケーションは公開されている。